# فرزانه وحیدی
فرزانه وحیدی (انگلیسی: Farzana Wahidy؛ زادهٔ ۱۹۸۴ عکاس اهل افغانستان است. او اولین زن عکاس اهل افغانستان است که با رسانه های تصویری بین المللی هم چون آسوشیتد پرس و خبرگزاری فرانسه همکاری کرده است.